# Catch That Kid
Catch That Kid er navnet på den amerikanske genindspilning fra 2004 af den danske børnefilm Klatretøsen. Den blev filmet i Californien og instrueret af Bart Freundlich.
I to af hovedrollerne ser man Kristen Stewart (kendt fra "Twilight"), og Corbin Bleu (kendt fra Disney-succeseen High School Musical)

## Eksterne Henvisninger
- Catch That Kid på Internet Movie Database (engelsk)
- Catch That Kid på Filmdatabasen
- Catch That Kid på Scope
- Catch That Kid på AlloCiné (fransk)
- Catch That Kid på MovieMeter (nederlandsk)
- Catch That Kid på AllMovie (engelsk)
- Catch That Kid hos American Film Institute (engelsk)
- Catch That Kid på Turner Classic Movies (engelsk)
- Catch That Kid på The Movie Database (engelsk)
- Catch That Kid på Rotten Tomatoes (engelsk)